# Isaac Stallworth
Isaac "Bud" Stallworth Jr. (Hartselle, Alabama, 18 de enero de 1950) es un exjugador de baloncesto estadounidense que jugó 5 temporadas en la NBA. Con 1,96 metros de altura, lo hacía en la posición de escolta.

## Trayectoria deportiva

### Universidad
Jugó durante cuatro temporadas con los Jayhawks de la Universidad de Kansas, en las que promedió 18,2 puntos y 6,7 rebotes por partido. En su última temporada fue el máximo anotador de la Big Eight Conference, con 25,3 puntos por partido, lo que le valió para ser elegido como Jugador del Año de la conferencia, batiendo además el récord de puntos en un partido de la misma, con 50. Fue también incluido en el tercer equipo del All-American.

### Profesional
Fue elegido en la séptima posición del Draft de la NBA de 1972 por Seattle Supersonics, y también por los Denver Rockets de la ABA, eligiendo la primera opción. Jugó dos temporadas con los Sonics, saliendo siempre desde el banquillo, hasta que en la temporada 1974-75 fue incluido en el draft de expansión por la aparición de nuevos equipos en la liga, siendo elegido por New Orleans Jazz.
Su primera temporada en los Jazz fue la más destacada de su carrera, siendo habitual en el quinteto titular, promediando 9,9 puntos y 3,4 rebotes por partido. Jugó dos temporadas más, teniendo que retirarse debido a una lesión en la espalda provocada por un accidente de coche en 1977.

## Estadísticas de su carrera en la NBA

### Temporada regular
| Temporada | Edad | Equipo              | Liga | P   | TIT | MIN  | TC  | TCA | %TC  | 3P | 3PA | %3P | TL  | TLA | %TL  | R.OF. | R.DEF. | REB | ASIS | ROB | TAP | PER | FP  | PTS |
| 1972-73   | 23   | Seattle SuperSonics | NBA  | 77  |     | 15.9 | 2.6 | 6.8 | .379 |    |     |     | 1.1 | 1.5 | .754 |       |        | 2.9 | 0.8  |     |     |     | 1.8 | 6.3 |
| 1973-74   | 24   | Seattle SuperSonics | NBA  | 67  |     | 15.2 | 2.8 | 7.1 | .392 |    |     |     | 0.7 | 1.1 | .623 | 0.8   | 1.8    | 2.6 | 0.5  | 0.3 | 0.2 |     | 1.9 | 6.3 |
| 1974-75   | 25   | New Orleans Jazz    | NBA  | 73  |     | 22.8 | 4.1 | 9.7 | .420 |    |     |     | 1.7 | 2.5 | .687 | 1.1   | 2.3    | 3.4 | 0.6  | 0.8 | 0.2 |     | 2.8 | 9.9 |
| 1975-76   | 26   | New Orleans Jazz    | NBA  | 56  |     | 18.8 | 3.8 | 8.6 | .437 |    |     |     | 1.5 | 2.2 | .685 | 0.8   | 1.8    | 2.6 | 0.9  | 0.5 | 0.3 |     | 2.4 | 9.1 |
| 1976-77   | 27   | New Orleans Jazz    | NBA  | 40  |     | 13.2 | 3.2 | 6.8 | .463 |    |     |     | 0.4 | 0.7 | .586 | 0.5   | 1.3    | 1.8 | 0.6  | 0.5 | 0.3 |     | 1.9 | 6.7 |
| Total     |      |                     | NBA  | 313 |     | 17.5 | 3.3 | 7.9 | .414 |    |     |     | 1.2 | 1.7 | .686 | 0.8   | 1.9    | 2.8 | 0.7  | 0.5 | 0.2 |     | 2.2 | 7.7 |